# Chryso-hypnum cavifolium
Chryso-hypnum cavifolium là một loài Rêu trong họ Hypnaceae. Loài này được (Dixon) Ochyra & Sharp mô tả khoa học đầu tiên năm 1988.